# Philibert de La Guiche

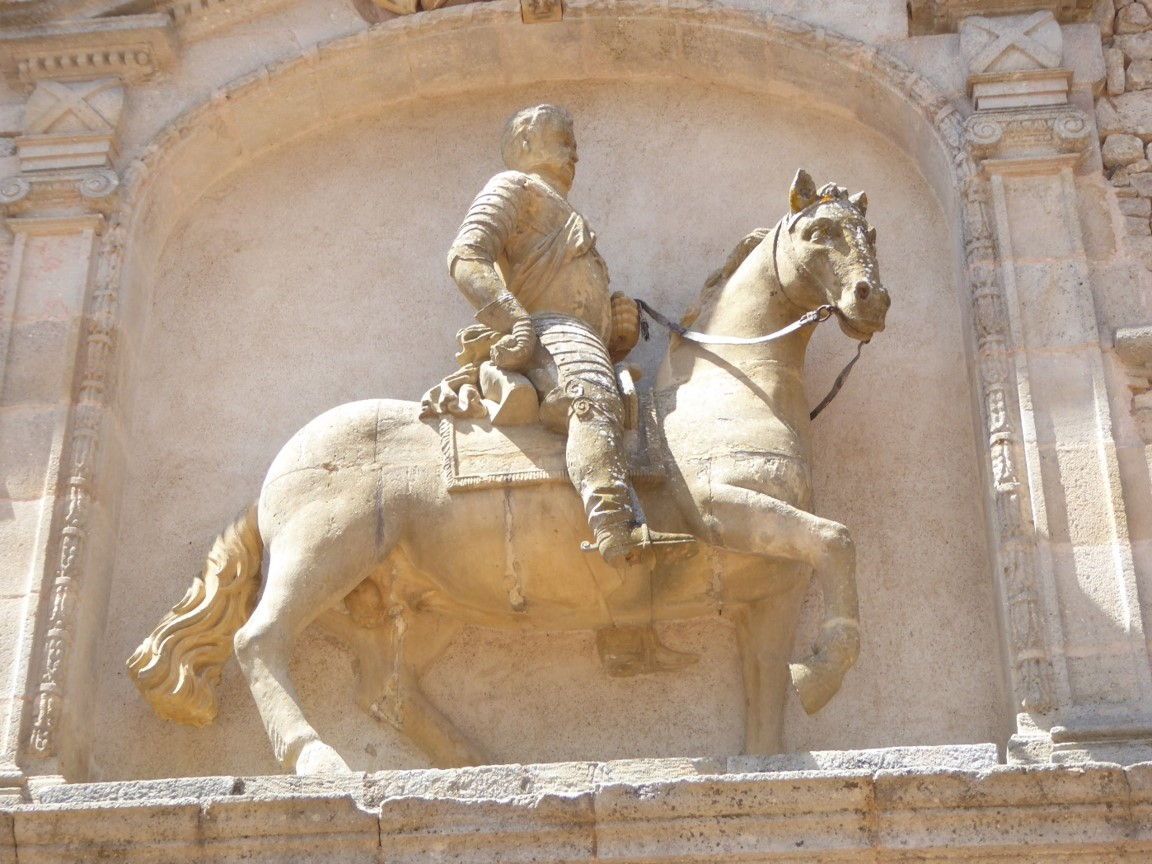
Philibert de La Guiche, Reiterstandbild an der Fassade der Stallungen des Schlosses Chaumont en Charolais

Philibert de La Guiche († 14. Juni 1607 in Lyon) war ein französischer Adliger aus der Grafschaft Charolais, ein Vertrauter Heinrichs III. und gemäßigter Katholik zur Zeit der Hugenottenkriege. Er war Großmeister der Artillerie von Frankreich (1578), Gouverneur von Lyon (1595–1607) und (erblicher) Bailli von Mâcon.

## Leben
Philibert de La Guiche ist der Sohn von Gabriel, Seigneur de La Guiche, Chaumont, Torc(h)y und Saint-Géran, Bailli von Mâcon, und Anne Soreau/Sorel de Saint-Géran de Coudun, eine Urgroßnichte von Agnès Sorel.
In den Hugenottenkriegen war er ein Vertrauter des Herzogs von Anjou, des späteren Königs Heinrich III. 1569 kämpfte er in der Schlacht bei Jarnac (März) und der Schlacht bei Moncontour (Oktober). Im Zusammenhang mit der Bartholomäusnacht (August 1572) ließ er als Bailli von Mâcon die Protestanten ins Gefängnis sperren und verhinderte so ihre Ermordung durch radikale Katholiken; 1574 widersetzte er sich den Anordnungen des Hofes, der erneut ihre Tötung forderte. 1573 begleitete er den Herzog von Anjou, als dieser zum König von Polen gewählt worden war. 
Nachdem der Herzog von Anjou 1574 König von Frankreich geworden war, wurde Philibert de La Guiche am 6. Juli 1578 – nach der Demission des Marschalls Biron  – zum Großmeister der Artillerie von Frankreich ernannt, das Amt übte er bis zu seinem Rücktritt 1596 aus. Ende 1578 wurde er zum Ritter im Orden vom Heiligen Geist ernannt. 1587/88 war er Premier Gentilhomme de la Chambre du Roi. Als der König Heinrich von Navarra als seinen Nachfolger anerkannt hatte, kämpfte er auf dessen Seite gegen die Katholische Liga, und nahm an der Schlacht von Arques (1589) und der Schlacht bei Ivry (1590) teil. 
Heinrich IV. wiederum vertraute ihm das Gouvernement des Lyonnais an, einer Provinz, in der die königliche Autorität lange Zeit umkämpft war. Seine Nominierung datiert vom 21. September 1595, wurde aber erst am 14. Juni 1596 dokumentiert. Seinen Einzug in der Stadt hielt er am 26. April 1598.
Seine Stellvertreter im Gouvernement waren nacheinander: Guillaume de Gadagne († 1601) Jacques Mitte de Chevriéres († 1606) und Antoine de Gadagne d’Ostun, Seigneur de La Baume und Sénéchal de Lyon. Er bekämpfte die Unruhen und setzte einen Frieden zwischen den Parteien durch, wonach seinem Gouvernement keine bedeutenden Konflikte mehr entstanden. Nachdem er die letzten Jahre seines Lebens in der Stadt gelebt hatte, starb er am 14. Juni 1607 in Lyon. Er wurde in Chaumomt-la-Guiche bestattet.

## Ehen und Familie
Philibert de La Guiche heiratete 1570 Eleonore de Chabannes, Dame de La Palice, Tochter von Charles de Chabannes, Seigneur de La Palice (Haus Chabannes), und Catherine de la Rochefoucauld-Barbezieux, Enkel Jacques II. de Chabannes; die Ehe blieb kinderlos. In zweiter Ehe heiratete er Antoinette de Daillon, Tochter von Gui de Daillon, Comte du Lude (Haus Daillon), und Jacqueline de la Fayette, Dame de Pontgibaud. Die Kinder aus dieser Ehe sind:
- Kind, † jung „nach einem Schlag, den er nahe einem Kamin erhielt, als er mit seinem Vater spielte“[1]
- Marie Henriette (* Juli 1600; † Mai 1682), Dame de Chaumont; ⚭ (1) 1619 Jacques Goyon de Matignon, Comte de Thorigny, Sohn von Charles Goyon, Sire de Matignon, Comte de Thorigny (Haus Goyon), und Eleonore d’Orléans-Longueville (Haus Orléans-Longueville); ⚭ (2) 1629 Louis-Emmanuel de Valois, 2. Herzog von Angoulême, Sohn von Charles des Valois, Herzog von Angoulême (Haus Valois-Angoulême) und Charlotte de Montmorency
- Anne, Dame de La Guiche et de Chaumont († 1663); ⚭ 1631 Henri de Schomberg, Comte de Nanteuil, Marschall von Frankreich
- Eleonore, † 1607 kurz nach ihrem Vater